# Adrar dos Ifogas
Adrar dos Ifogas (em francês: Adrar des Ifoghas; em tuaregue: ⴰⴷⵔⴰⵔ ⵏ ⵉⴼⵓⵖⴰⵙ; em tifinague; Adrar n Ifoghas; em árabe: أدرار إيفوغاس) é um maciço montanhoso na região de Quidal, em Mali, tendo uma área de aproximadamente 250.000 km².
A área ao redor possui vales largos e rasos, e pilhas de blocos corroídos de granito. Os vales do maciço abrem à planície de Tamesma no leste, ao fosso de Telemsi no oeste, à bacia ocidental do vale de Azaouak no sul, e ao Tanezrufte no norte. As cidades da área incluem Quidal, Aguel'hoc, Boughessa, Essouk, e Tessalit.
O adrar é conhecido localmente como "Adague"; "Adrar" é a palavra de Berberes para montanha e Ifoga é o nome de um clã aristocrata dos tuaregues, os "Quel Ifogas", que dominaram a região por gerações. Como a maioria dos tuaregues, os Quel Ifogas são nômades, criando camelos, cabras, e carneiros para o sustento e para a venda.
A área é rica em vestígios arqueológicos, particularmente os desenhos de rocha que descrevem homens caçando e cultivando; o esqueleto do homem de Asselar foi encontrado também na área por Théodore Monod.